# Phan Thanh Bình
Phan Thanh Bình (ur. 1 listopada 1986 w Lai Vung) – wietnamski piłkarz występujący na pozycji napastnika w klubie Hoàng Anh Gia Lai.

## Kariera piłkarska
Phan Thanh Bình jest wychowankiem klubu Đồng Tháp FC. Przed sezonem 2009 odszedł do drużyny Hoàng Anh Gia Lai. Obecnie jego zespół gra w pierwszej lidze wietnamskiej.
Jest także reprezentantem Wietnamu. W drużynie narodowej zadebiutował w 2003 roku. Został również powołany na Puchar Azji 2007, gdzie jego drużyna odpadła w ćwierćfinale, a on wystąpił we wszystkich meczach: w grupie ze Zjednoczonymi Emiratami Arabskimi (2:0), Katarem (1:1) i Japonią (1:4) oraz w ćwierćfinale z Irakiem (0:2). W meczu z Katarem wpisał się na listę strzelców.